# Ha Tae-yeon
Ha Tae-yeon (* 27. März 1976) ist ein ehemaliger südkoreanischer Ringer. Er wurde 1999 Vize-Weltmeister im griechisch-römischen Stil im Fliegengewicht.

## Werdegang
Ha Tae-yeon begann als Jugendlicher 1985 mit dem Ringen. Er war Angehöriger des Samsung Life Sports Club Seoul und ist Versicherungsangestellter. Trainiert wurde er hauptsächlich von An Jae-won. Der 1,60 Meter große Athlet rang ausschließlich im griechisch-römischen Stil, zunächst im Fliegengewicht und im letzten Jahr seiner internationalen Karriere im Bantamgewicht. In Südkorea hatte er ab 1997 in dem zweifachen Olympiasieger Sim Gwon-ho einen nicht zu schlagenden Gegner. Er kam deshalb in den Jahren 1997 bis 2000 nur dann bei internationalen Meisterschaften zum Einsatz, wenn Sim Gwon-ho nicht startete.
Seine ersten internationalen Einsätze hatte Ha Tae-yeon im Jahre 1996. In jenem Jahr startete Sim Gwon-ho noch eine Gewichtsklasse tiefer, im Halbfliegengewicht. Bei der Asienmeisterschaft 1996 in Xiaoshan/China kam er dabei im Fliegengewicht hinter Khaled Al-Faraj aus Syrien auf den 2. Platz. Bei den Olympischen Spielen 1996 in Atlanta besiegte er Pappu Jadav, Indien, verlor dann gegen Armen Nasarjan, Armenien, siegte über Khaled Al-Farj, verlor gegen Dariusz Jabłoński, Polen und musste dann im Kampf um den 7. Platz noch einmal gegen Dariusz Jabłoński ringen, den er dabei besiegte.
1997 siegte Ha Tae-yeon bei den Ostasienspielen in Busan vor Nurum Dusenow, Kasachstan und Liao Weidong aus China. Er kam in diesem Jahr auch bei der Weltmeisterschaft in Breslau zum Einsatz. Er verlor dort seinen ersten Kampf gegen Marian Sandu aus Rumänien und besiegte dann Erik Charaturow, Georgien, Haralambos Muratidis, Griechenland, Salah Belguidom, Frankreich, Lazaro Rivas Scull, Kuba und Han Yuwei, China. Seine letzten beiden Kämpfe gegen Alfred Ter-Mkrtchyan, Deutschland und Simeon Milew, Bulgarien, verlor er und belegte damit den 6. Platz.
Der nächste Start von Ha Tae-yeon bei einer internationalen Meisterschaft, es war sein erfolgreichster, fand dann erst wieder im Jahre 1999 statt. Er belegte bei der Weltmeisterschaft dieses Jahres in Athen den 2. Platz und wurde damit Vize-Weltmeister. Auf dem Weg zu diesem Erfolg besiegte er Paulo Goncalves, Portugal, Hassan Abdullah, Jemen, Boris Radkewitsch, Belarus, Schamseddin Chudaiberdijew, Usbekistan, Petr Švehla, Tschechien und Rachimdschan Assembekow, Kasachstan. Im Endkampf verlor er gegen Lazaro Rivas Scull.
Im Jahre 2000 wurde er in Seoul Asienmeister vor Askari Jurschunbajew, Kasachstan und Hassan Rangraz, Iran. 2001 und 2002 nahm er dann noch an den Weltmeisterschaften teil, beide Male aber ohne Erfolg. 2001 kam er in Patras nach einem Sieg über Uran Kalilow, Kirgisistan und einer Niederlage gegen Hamou Oubrick, Frankreich auf den 16. Platz und 2002 belegte er in Moskau nach Niederlagen gegen Tomoya Murata, Japan und Nepes Gukulow, Tadschikistan, gar nur den 23. Platz. Danach beendete er seine internationale Ringerlaufbahn.

## Internationale Erfolge
| Jahr | Platz | Wettbewerb                           | Gewichtsklasse | Ergebnisse |
| 1996 | 2.    | Asienmeisterschaft in Xiaoshan/China | Fliegen        | hinter Khaled Al-Faraj, Syrien, vor Schersod Hudoirdijew, Usbekistan |
| 1996 | 7.    | OS in Atlanta                        | Fliegen        | nach einem Sieg über Pappu Jadav, Indien, einer Niederlage gegen Armen Nasarjan, Armenien, einem Sieg über Khaled Al-Faraj, einer Niederlage gegen Dariusz Jabłoński, Polen und einem Sieg über Dariusz Jabłoński                                                                       |
| 1996 | 4.    | Welt-Cup in Colorado Springs         | Fliegen        | hinter Shawn Sheldon, USA, Boris Ambarzumow, Russland und Lazaro Rivas Scull, Kuba |
| 1997 | 1.    | Ostasienspiele in Busan              | Fliegen        | vor Nurum Dusenow, Kasachstan und Liao Weidong, China |
| 1997 | 6.    | WM in Breslau                        | Fliegen        | nach einer Niederlage gegen Marian Sandu, Rumänien, Siegen über Erik Charaturow, Georgien, Haralambos Muratidis, Griechenland, Salah Belguidom, Frankreich, Lazaro Rivas Scull und Han Yuwei, China und Niederlagen gegen Alfred Ter-Mkrtchyan, Deutschland und Simeon Milew, Bulgarien |
| 1999 | 2.    | WM in Athen                          | Fliegen        | nach Siegen über Paulo Goncalves, Portugal, Hassan Abdullah, Jemen, Boris Radkewitsch, Belarus, Schamseddin Chudaiberdijew, Usbekistan, Petr Švehla, Tschechien und Rachimdschan Assembekow, Kasachstan und einer Niederlage gegen Lazaro Rivas Scull                                   |
| 2000 | 1.    | Asienmeisterschaft in Seoul          | Fliegen        | vor Askari Jurschunbajew, Kasachstan und Hassan Rangraz, Iran |
| 2001 | 16.   | WM in Patras                         | Fliegen        | nach einem Sieg über Uran Kalilow, Kirgisistan und einer Niederlage gegen Hamou Oubrick |
| 2002 | 23.   | WM in Moskau                         | Bantam         | nach Niederlagen gegen Tomoya Murata, Japan und Nepes Gukulow, Tadschikistan |

## Erläuterungen
- alle Wettkämpfe im griechisch-römischen Stil
- OS = Olympische Spiele, WM = Weltmeisterschaft
- Fliegengewicht, bis 1996 bis 52 kg, von 1997 bis 2001 bis 54 kg Körpergewicht, danach abgeschafft, Bantamgewicht, seit 2002 bis 55 kg Körpergewicht